# Panzertruppe

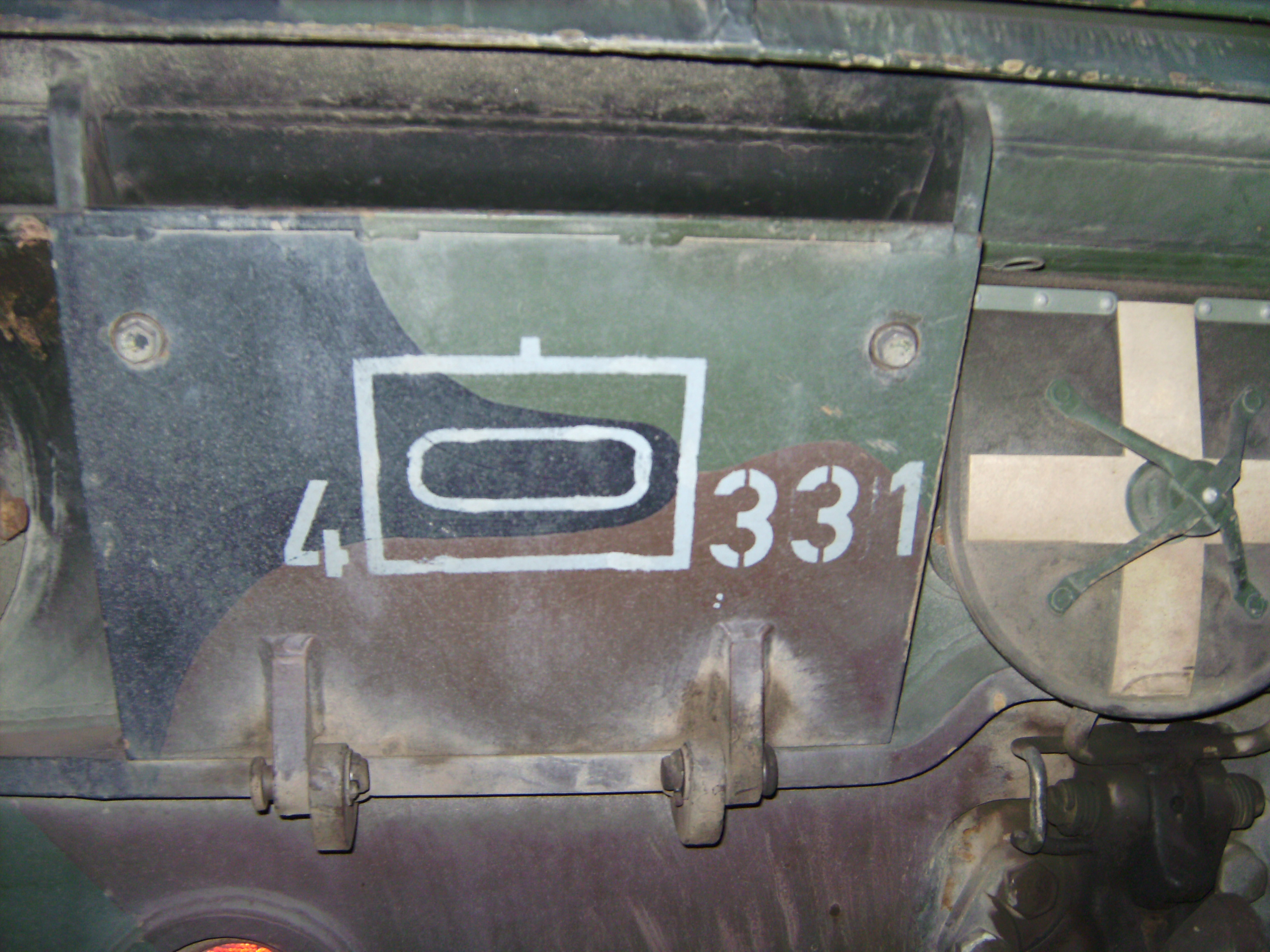
Taktisches Zeichen der Panzertruppe (hier 4. Kompanie des PzBtl 331 der Bundeswehr)

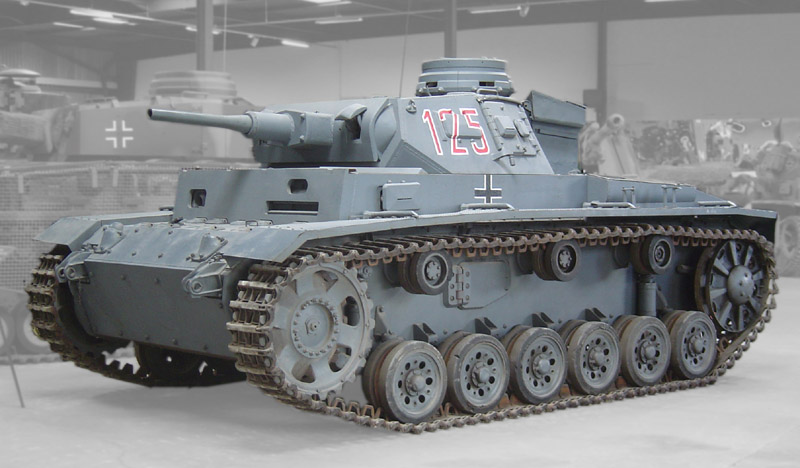
Die Turmnummer 125 eines Panzer III der Wehrmacht: Sie bezeichnet den 5. Panzer des 2. Zuges der 1. Kompanie eines Panzer-Regiments

Die Panzertruppe ist der Teil von Landstreitkräften, welcher sich ausschließlich aus mechanisierten Verbänden zusammensetzt, deren Hauptwaffensystem der Kampfpanzer ist. Die Panzertruppe bildet in vielen Landstreitkräften den gepanzerten Kern. In Deutschland, Österreich und der Schweiz bildet die Panzertruppe eine eigene Truppengattung.

## Geschichte

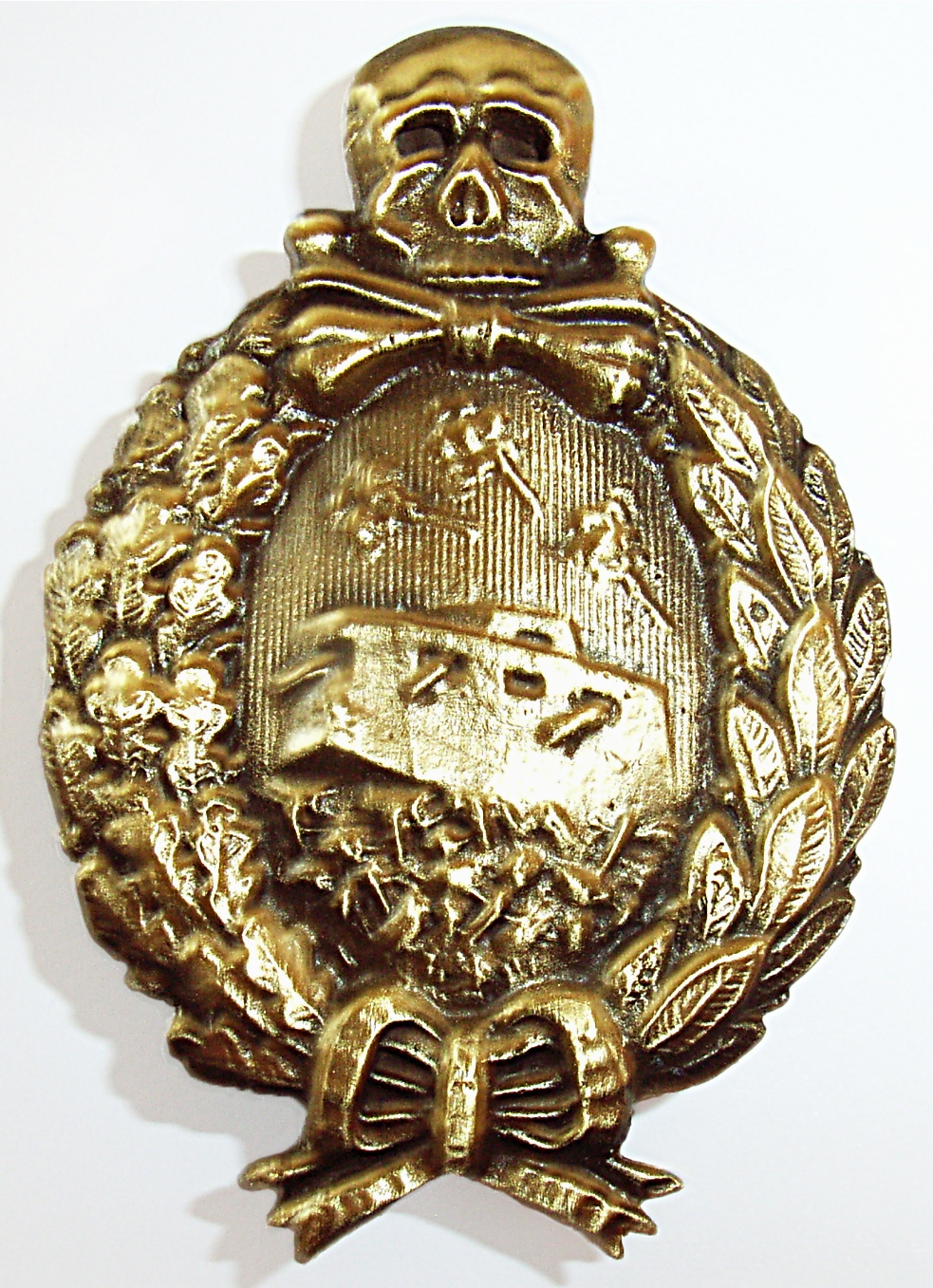
Kampfwagen-Erinnerungsabzeichen, 1921

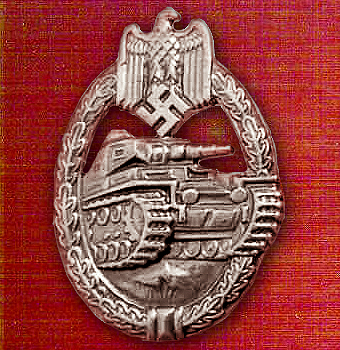
Panzerkampfabzeichen der Panzertruppe in der Wehrmacht (1939–1945)

### Panzer im Ersten Weltkrieg
Bereits während des Ersten Weltkriegs wurden Panzer entwickelt, die jedoch noch nicht in geschlossenen Verbänden eingesetzt wurden. Daher konnte man anfänglich noch nicht von einer eigenen Truppengattung „Panzertruppe“ sprechen. Der erste Einsatz britischer Tanks erfolgte bei Flers während der Schlacht an der Somme im September 1916. Die britische Armee besaß allerdings bereits 1916 ein eigenständiges „Royal Tank Corps“. Bis zum Ende des Ersten Weltkrieges setzte auch die deutsche Seite Panzer ein, allerdings vergleichsweise wenige und zum großen Teil erbeutete Wagen. In Deutschland wurde damals der Entwicklung eigener Panzer noch kein großer Wert beigemessen; die Produktionszahlen waren im Vergleich zur Entente marginal.

### Panzertruppe zwischen 1918 und 1945
Viele Ideen für die Gestaltung einer modernen Panzertruppe kamen nach 1918 von Generalmajor John Frederick Charles Fuller und Captain Basil Liddell Hart in Großbritannien.

In Frankreich orientierten sich General Jean Baptiste Estienne, General Aimé Doumenc und Oberst Charles de Gaulle an diesen Überlegungen und entwickelte Ideen zum Panzerkrieg mit mechanisierten Divisionen.

In den USA war General Samuel D. Rockenbach (1919 Chef des U.S. Army Tank Corps) und Colonel George S. Patton einer der Entwickler dieser neuen Gefechtsführung.

In der Weimarer Republik entwickelte seit 1924 Oberst Oswald Lutz neue Taktiken für die Panzerwaffe, der um 1931 (ab 1931 Generalmajor), unter Umgehung des Versailler Vertrags,  erster Leiter der geheimen deutschen Panzerschule Kama in Kasan in der Sowjetunion war. Heinz Guderian, der 1931 zum Oberstleutnant und 1933 zum Oberst befördert wurde, wurde 1931 Chef des Stabes und führte ab 1932 die Panzerschule. Unter Leitung von Lutz entwickelten beide in Kasan während der verdeckten Ausbildungs- und Rüstungsprogramme der Reichswehr die Grundlagen der künftigen Taktik und Operation der Panzerwaffe.
 Walther Nehring war seit 1926 in der Operationsabteilung des Truppenamtes mit dem motorisierten Einsatz von Truppen betraut; er wurde 1932 als Major Generalstabsoffizier bei Guderian.
In Österreich war Oberst und dann General Ludwig von Eimannsberger in den 1920er Jahren bis 1930 ein Vordenker des Panzerkriegs bzw. der Verwendung von gepanzerten Großverbänden.
Im Deutschen Reich waren Guderian mit seinem Chef des Stabes Nehring die Hauptinitiatoren der weiteren Entwicklung der Panzerwaffe. Guderian stellte fest, dass der Panzer am wirksamsten im geschlossenen Verband eingesetzt wird und nicht vereinzelt zur Unterstützung von Fußtruppen. Gliederung, Ausrüstung und Einsatzgrundsätze der neu aufgestellten Panzer-Divisionen war auf den Kampfpanzer als Hauptwaffe ausgerichtet, was eine allgemeine Motorisierung sämtlicher Teile dieser Großverbände erforderlich machte. Im Zuge der im Deutschen Reich ab 1933 betriebenen Aufrüstung konnte Guderian seine Ideen zu Organisation und Einsatz der Panzertruppe umsetzen, während in anderen Ländern Offiziere mit ähnlichen Ideen kaum Gehör fanden. Die neuen Grundlagen trugen zu den Blitzkriegserfolgen der deutschen Wehrmacht zu Beginn des Zweiten Weltkriegs bei und gelten (siehe z. B. die Vorgehensweise der US Army im Zweiten Golfkrieg) noch.

### Die Panzertruppe nach 1945

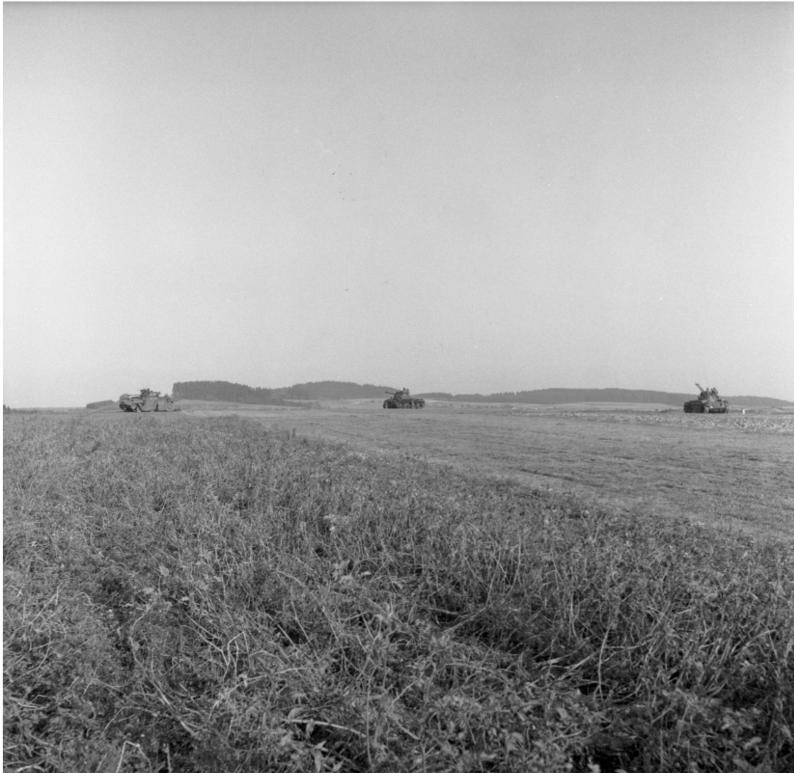
Herbstmanöver 1958 der Bundeswehr im Westerwald

Bedingt durch die Erfahrungen im Zweiten Weltkrieg waren auch im Kalten Krieg Kampfpanzer die Hauptwaffe und Panzerverbände die Hauptstoßkraft der Landstreitkräfte. In den Armeen der NATO und des Warschauer Paktes wurde eine weit höhere Anzahl Panzer als in der Gegenwart vorgehalten. So verfügte die deutsche Bundeswehr 1985 über mehr als 4600 Kampfpanzer, die heutige Zahl beträgt weniger als ein Zehntel davon. In den späten 1980er Jahren besaß die Sowjetarmee etwa 29.000 Kampfpanzer  und mehr als 50 Panzerdivisionen. Dennoch bilden die Panzertruppen auch nach Ende des West-Ost-Konflikts in vielen Armeen den Kern der Landstreitkräfte. Bei den Truppen der NATO ist derzeit ein Trend zu leichteren und beweglicheren Truppen erkennbar.
Einige Journalisten behaupten, dass die russischen Armeereserven schneller erschöpft sind als das Militär sich selbst umstrukturieren kann.

## Die Panzertruppe in der Bundeswehr
Die Panzertruppe ist eine Truppengattung im Heer der Bundeswehr. Die deutsche Panzertruppe zählt zu den Kampftruppen des Heeres und bildet mit der Panzergrenadiertruppe den Truppengattungsverbund Panzertruppen. Hauptwaffensystem der Panzertruppe ist der Kampfpanzer Leopard 2.